# 다테쓰정
다테쓰정(일본어: 盾津町)은 일본 오사카부 나카카와치군에 설치되었던 정이다. 현재의 히가시오사카시에 해당한다.